# المكتبة الرقمية السعودية
المكتبة الرقمية السعودية هي مكتبة علمية سعودية، تعنى بإتاحة مصادر المعلومات بمختلف أشكالها لأعضاء هيئة التدريس والباحثين والطلاب في الجامعات السعودية ومؤسسات التعليم العالي، ومنسوبي وزارة التعليم.

## أهداف المكتبة
تعمل المكتبة على التفاوض مع الناشرين والموردين للكتب والمجلات الإلكترونية، بهدف توفير الجهد والمال للجهات المشتركة، وتوحيد المعايير وآليات العمل في بناء المجموعات الرقمية في مؤسسات التعليم العالي.
	إلى جانب المشاركة في مصادر المعلومات، والتي قد يكون من المستحيل لكل جهة على حدة أن تحصل على تلك المصادر التي ستؤمنها المكتبة الرقمية السعودية، وهي تسعى بذلك إلى تقديم محتوى رقمي وخدمات معلوماتية متطورة من خلال مساندة منظومة التعليم الجامعي وخدمة منسوبي الجامعات السعودية، وبناء بيئة رقمية تواكب التطورات التقنية في صناعة النشر الإلكتروني، وتزيد من سرعة التواصل بين الباحثين في مجال الإنتاج والنشر العلمي، واقتناء الكتب الرقمية التي أنتجتها الجامعات المرموقة في العالم، وكذلك التي أنتجت من قبل ناشرين تجاريين عالميين في مختلف التخصصات، والمشاركة في مصادر المعلومات الإلكترونية بين مؤسسات التعليم العالي المشتركة في المكتبة الرقمية، وتحويل مصادر المعلومات الورقية التي تنتجها الجامعات السعودية والتي تتمثل إلى مصادر رقمية يمكن الاطلاع عليها عبر بوابة المكتبة الرقمية، وتهدف المكتبة بعملها إلى المساهمة في إثراء المحتوى العربي الرقمي من خلال إيجاد جهة واحدة تتفاوض مع الناشرين وتحصل على أفضل العروض.
تخدم المكتبة الرقمية السعودية الطلاب وأعضاء هيئه التدريس في الجامعات السعودية وتوفر لهم المصادر من عده ناشرين مثل Springer .Ovid
وتختلف تلك المصادر من كونها كتب ومجلات وأرشيف حيث يبدأ أرشيف المكتبة الرقمية السعودية من ما يقارب القرن 15 ميلادي وهو أرشيف الكتب النادرة في المكتبة البريطانية التابع لناشر Gale Cangage المتاحة في المكتبة الرقمية السعودية.

## المهام
للمكتبة الرقمية العديد من المهام التي تقوم بها لمساعدة الباحثين، بكل السبل والوسائل المتاحة، وهي:
- مساندة منظومة التعليم الجامعي وخدمة منسوبي الجامعات السعودية، من خلال بوابة المكتبة الرقمية.
- بناء بيئة رقمية، تواكب التطورات التقنية في صناعة النشر الإلكتروني.
- اقتناء الكتب الرقمية، التي أنتجتها الجامعات المرموقة في العالم، وكذلك، التي أُنتجتْ من قبل ناشرين تجاريين عالميين في مختلف التخصصات.
- توفير جهد أعضاء هيئة التدريس والباحثين وغيرهم، فيما يخص البحث عن المعلومات والوصول إليها، في البيئة الرقمية.
- المشاركة في مصادر المعلومات الإلكترونية بين أعضاء المكتبة الرقمية.
- تحويل مصادر المعلومات الورقية التي تنتجها الجامعات السعودية (مؤلفات أعضاء هيئة التدريس، رسائل الماجستير والدكتوراه، المجلات العلمية، أوراق البحوث والمؤتمرات، مطبوعات الجامعات السعودية) إلى مصادر رقمية.
- الإسهام في إثراء المحتوى العربي الرقمي، من خلال النشر الإلكتروني للكتب والبحوث.
- إيجاد جهة واحدة تتفاوض مع الناشرين، وتحصل على أفضل العروض.